# ナベスナ氷河

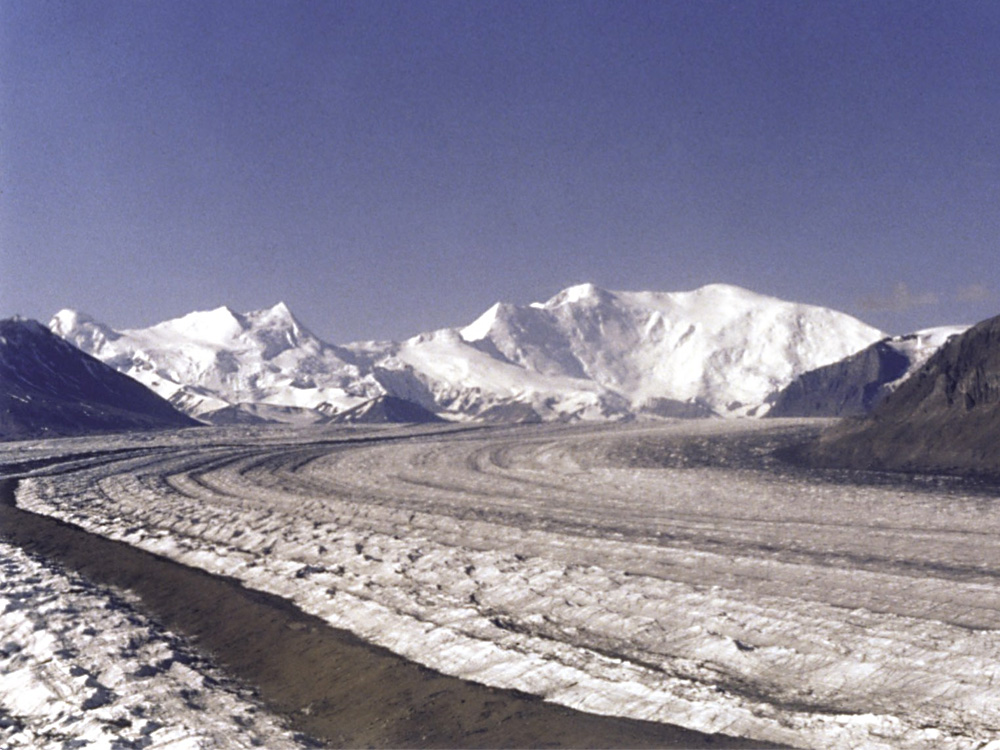
ナベスナ氷河とブラックバーン山

ナベスナ氷河（Nabesna Glacier）とは、北アメリカ大陸の北西部に存在する氷河の1つである。ランゲル山地に属するブラックバーン山から流れ降る氷河の1つとして知られる。なお、行政区分ではアメリカ合衆国のアラスカ州に属する。

## 概要
ナベスナ氷河は、ランゲル山地（Wrangell Mountains）に降る雪が氷河となったものである。このランゲル山地は寒冷地に位置している上に標高も高いので、ここに降った雪は融けずに万年雪となって蓄積されて氷河となるのである。ランゲル山地には、数百万年前に盾状火山として誕生した山が存在し、ここの北側を覆っている万年雪が、ナベスナ氷河の源流である。ナベスナ氷河はブラックバーン山の北側のおおよそ標高4317m付近から北方へと流れ出している。そして、標高約900m付近の所が氷河の末端となっていて、2010年現在、その長さは約85kmにも達している

。
この他に、このナベスナ氷河は約40本の支流の氷河を持っていて、それらも途中でナベスナ氷河の本流へと合流してくる。これらの氷が末端部で融解して、ナベスナ川（Nabesna River）を形成している。なお、このナベスナ川は、ナベスナ氷河と同様に北へと流れていて、タナナ川（Tanana River）へと流れ込んでいる。ちなみに、ナベスナ氷河という名称は、この氷河が融解することでできているナベスナ川から取られた名前であって、1902年にアメリカ地質調査所に所属していたF. C. Schraderによって命名されたものである

。

## ナベスナ氷河にまつわる記録
これは2007年現在のデータではあるものの、この時点では、ナベスナ氷河は谷を流れる氷河としては北アメリカ大陸で最も長く

、内陸に位置する谷を流れる氷河としては世界最長であったことが知られている

。

## 交通
ナベスナ氷河へは、スキー客、登山家、科学者などが訪れている。彼らがナベスナ氷河を訪れる際に通常用いられる交通手段は、ナベスナ氷河のクレバスが冬季の降雪によって覆われる時期に、スキー客のために運行される小型飛行機で、だいたい標高1800mから2100m程度の場所まで運んでもらうというものである。積雪によってクレバスが覆われていることもあり、この付近の氷河の中央部であれば、十分滑走路として使用できるのである。なお、登山家がブラックバーン山への登頂のために利用するルートとしては、このナベスナ氷河へ飛行機で降りて、そこから登ってゆくルートが一般的となっている。